# Естади Комунал д'Андора ла Вела
Естади Комунал (в превод: Общински стадион) е малък многофункционален стадион в Андора ла Веля - столицата на Андора.
Разполага с капацитет от 1299 места. Това е единственият стадион с лиценз за УЕФА в страната.
Служи за домакинските мачове на Националния отбор по футбол на Андора, мачовете от евротурнирите на андорските клубни отбори, както и всички мачове от националните първенства.